# Parelhas
Parelhas is een gemeente in de Braziliaanse deelstaat Rio Grande do Norte. De gemeente telt 20.676 inwoners (schatting 2009).